# Ulmer Verfahren
Unter dem Ulmer Verfahren versteht man eine Anwendung in der Klärtechnik, die bei der Vierten Reinigungsstufe zu Einsatz kommt. Es ist ein international stehender Begriff für eine spezielle Art der Nachbehandlung des Abwassers mit pulverisierter Aktivkohle.

## Entwicklung
Auf der Kläranlage Albstadt-Ebingen wurde bereits 1992 eine Anlage in Betrieb genommen, in der mit pulverisierter Aktivkohle nach diesem Verfahren eine Nachbehandlung in der Kläranlage bis heute stattfindet. Allerdings war zu dieser Zeit nicht die gezielte Beseitigung von Spurenstoffen der Grund. In Ebingen ging es damals darum, Farbstoffe aus der Textilindustrie, die sich nicht in der Kläranlage abbauen ließen, zu beseitigen. Auch in der ebenfalls zu Albstadt gehörenden Ortsteil Lautlingen wurde dieses Verfahren analog angewendet. Im Jahr 1999 folgte Hechingen aus denselben Gründen.
Seit Ende der 1980er-Jahre wurden durch die Universität Stuttgart (ISWA) bereits verschiedene Verfahren zur Farbstoffentnahme aus dem Abwasser untersucht. Das daraus entwickelte Verfahren wurde in Ebingen angewendet. Bei Untersuchungen des nachbehandelten Abwassers konnte festgestellt werden, dass, neben der nahezu vollständigen Entfärbung, eine AOX-Elimination und eine dauerhafte Absenkung der Kohlenstoffkonzentration im Ablauf erreicht wurden.
Gezielt zur Beseitigung von Spurenstoffen wurde dieses Verfahren erstmals mit einer halbtechnischen Anlage 2003 im Rahmen eines von der Hochschule Biberach im Klärwerk Steinhäule in Neu-Ulm (Abwasserbehandlung der Stadt Ulm) durchgeführten Pilotprojekts entwickelt und getestet, was dem Verfahren den Namen gab. Die erste großtechnische Umsetzung mit der Zielsetzung Spurenstoffe zu beseitigen erfolgte 2010 in Mannheim.

## Technik

Blockschema eines Ulmer Verfahrens

Beim Ulmer Verfahren wird das Abwasser mit pulverisierter Aktivkohle (PAK) behandelt. Diese wird, anders als beim Einsatz von granulierter Aktivkohle (GAK), mit dem Wasserstrom verrührt. Speziell beim Ulmer Verfahren erfolgt dieser Schritt erst nach der Belebung und die Abtrennung nach Flockung über ein Absetzbecken, was das Verfahren von anderen unterscheidet. Es empfehlen sich beim Ulmer Verfahren Nachbehandlungsschritte wie Filtration über Tuch- oder Sandfilter durchzuführen, um eine Verfrachtung der mit Spurenstoffen beladenen Aktivkohle in den Vorfluter zur vermeiden.